# Hoholiv, Brovarî
Hoholiv (în ucraineană Гоголів) este localitatea de reședință a comunei Hoholiv din raionul Brovarî, regiunea Kiev, Ucraina.

## Demografie
Componența lingvistică a localității Hoholiv
     Ucraineană (97,47%)
     Rusă (2,18%)
     Alte limbi (0,11%)
Conform recensământului din 2001, majoritatea populației localității Hoholiv era vorbitoare de ucraineană (97,47%), existând în minoritate și vorbitori de rusă (2,18%).